# Lubna von Córdoba

Lubna (José Luis Muñoz, 2012)

Lubna von Córdoba (arabisch لبنى القرطبية, DMG Lubnā al-Qurṭubiyya; geboren in Madīnat az-zahrāʾ; gestorben um 984 in Carmona) war eine andalusische Intellektuelle, die für ihre Kenntnisse der Grammatik und die Qualität ihrer Dichtung bekannt wurde. Sie diente dem Kalifen al-Hakam II. als Sekretärin.
Die Frauen Lubna und  Fátima waren damals „die beiden wichtigsten Kopisten“ des Kalifen und gehörten zu etwa 170 Frauen in Córdoba, die sich dem Abschreiben von Büchern widmeten.
Judy Chicago widmete ihr eine Inschrift auf den dreieckigen Bodenfliesen des Heritage Floor ihrer Installation The Dinner Party. Die mit dem Namen Libana beschrifteten Porzellanfliesen sind dem Platz mit dem Gedeck für die Gandersheimer Kanonisse Hrotsvit zugeordnet.